# Pierz
Pierz és una població dels Estats Units a l'estat de Minnesota. Segons el cens del 2000 tenia 1.277 habitants.

## Demografia
Segons el cens del 2000, Pierz tenia 1.277 habitants, 512 habitatges, i 321 famílies. La densitat de població era de 365,2 habitants per km².
Dels 512 habitatges en un 28,7% hi vivien nens de menys de 18 anys, en un 48,8% hi vivien parelles casades, en un 11,9% dones solteres, i en un 37,3% no eren unitats familiars. En el 33% dels habitatges hi vivien persones soles el 22,5% de les quals corresponia a persones de 65 anys o més que vivien soles. El nombre mitjà de persones vivint en cada habitatge era de 2,29 i el nombre mitjà de persones que vivien en cada família era de 2,91.
Per edats la població es repartia de la següent manera: un 23,6% tenia menys de 18 anys, un 8,2% entre 18 i 24, un 22,9% entre 25 i 44, un 15,2% de 45 a 60 i un 30,1% 65 anys o més.
L'edat mediana era de 41 anys. Per cada 100 dones de 18 o més anys hi havia 72,1 homes.
La renda mediana per habitatge era de 27.292 $ i la renda mediana per família de 34.167 $. Els homes tenien una renda mediana de 29.107 $ mentre que les dones 21.250 $. La renda per capita de la població era de 14.638 $. Entorn del 6% de les famílies i el 13,6% de la població estaven per davall del llindar de pobresa.

## Poblacions més properes
El següent diagrama mostra les poblacions més properes.